# Principio del tercero excluido
El principio del tercero excluido, propuesto y formalizado por Aristóteles, también llamado principio del cuarto excluido o excluso o en latín principium tertii exclusi o bien tertium non datur (“una tercera cosa no se da”), es un principio de lógica clásica según el cual si existe una proposición que afirma algo, y otra que lo contradice, una de las dos debe ser verdadera, y una tercera opción no es posible. Por ejemplo, es verdad que "es de día o no es de día", y que "Algo es blanco 
o no es blanco". El principio del tercero excluido frecuentemente se confunde con el principio de bivalencia, según el cual toda proposición o bien es verdadera o bien es falsa. El principio del tercero excluido es, junto con el principio de no contradicción y el principio de identidad, una de las leyes clásicas del pensamiento occidental.
En la lógica proposicional, el principio del tercero excluido se expresa:
{\displaystyle (A\lor \neg A)}
donde A no es una fórmula del lenguaje, sino una metavariable que representa a cualquier fórmula del lenguaje.
En la lógica aristotélica, se distingue entre juicios contradictorios y juicios contrarios. Dados dos juicios contradictorios, no puede darse un juicio intermedio, pero sí en cambio entre dos juicios contrarios. Por ejemplo, si se afirma "Juan es bueno" y "esta proposición es verdadera", entonces los juicios contradictorios son "Juan no es bueno" y "esta proposición no es verdadera", y no hay posibilidad de un juicio intermedio. Pero en cambio, los juicios contrarios son Juan es malo y esta proposición es falsa, y entonces sí cabe la posibilidad de otros juicios intermedios, como "Juan es más o menos bueno" y "esta proposición es probablemente falsa".
Según Stuart Mill, la frase "abracadabra es una segunda intención" no es ni verdadera ni falsa, sino que carece de sentido.
La negación del principio del tercero excluido de un sistema lógico da lugar a las llamadas lógicas polivalentes.

tampoco puede darse un término intermedio entre los contradictorios, sino que necesariamente se ha de afirmar o negar uno de ellos, sea el que sea, de una misma cosa.
Aristóteles, Metafísica, 1011b23-24

## Principio del tercero excluido en la Matemática
A lo largo de la historia, diferentes matemáticos han tratado de explicar esta ley en diferentes ámbitos. Los más importantes han sido:
- La posición de L.E.J Brouwer, quien afirma que este principio no debería nunca ser considerado como un principio lógico admisible, dudando así en el valor de verdad de este principio. Expone que por el hecho de existir en ocasiones comparaciones entre conjuntos finitos e infinitos, el concepto se ha extendido a la matemática de las clases infinitas. En relación con la geometría, afirmar un teorema o postulado no es una tarea sencilla, pues se debe escoger siempre una solución basada en la simplicidad y el servicio.

- Barzin y Errera sin embargo llegan a la conclusión que el sistema lógico propuesto por Brouwer conduce a contradicción. Su posición era errónea, hecho que se refleja mediante la demostración de reducción al absurdo, que muestra como la negación del tercio excluso lleva a contradicciones. El método de reducción a lo absurdo lleva de manera implícita el principio del tercio excluido y no puede ser usado en contra de uno que no lo emplee.

## Ejemplo
Veamos un ejemplo que nos servirá para entender el Principio del tercero excluido:
Dada la siguiente proposición, p:
Sócrates es mortal.
entonces con Principio del tercero excluido, tenemos que
Sócrates es mortal, o Sócrates no es mortal
Una de las dos afirmaciones debe ser por tanto cierta. Esto significa que escoger un juicio medio, es decir, Sócrates ni es mortal ni es inmortal carece de sentido, y por tanto se excluye en la lógica. Como conclusión obtenemos por tanto que solamente una de las dos proposiciones puede ser considerada modelo (verdadera). Se debe tener presente que la disyunción no puede repetirse, como diciendo: O Sócrates es mortal, o Sócrates no es mortal, dado que produciría un vacío de comparación. Hay que considerar, no obstante, que el principio del tercero excluido puede prestarse tanto a abusos como a cuestiones lógicas (en un sentido ya moderno, por ejemplo, en el de Carnap en Filosofía y Sintaxis). Tomemos el siguiente ejemplo: 
Dublexi el Unicornio es mortal, o Dublexi el Unicornio no es mortal. Según la lógica clásica, deberíamos decir que lógicamente hacemos buen uso del principio del tercero excluido. Según la lógica moderna (Carnap y otros), uno debería preguntar primero si la disyunción no planteará un problema de sentido, ¿qué es un 'Dublexi el Unicornio'?, que de carecer de sentido como nombre propio de una entidad, nos llevaría a concluir que se trata de un mal uso del tercero excluido.-